# Kang Sŏk Ju
Kang Sŏk Ju, również Kang Sok Ju (kor. 강석주, ur. 29 sierpnia 1939 w P’yŏngwŏn, prowincja P’yŏngan Południowy, zm. 20 maja 2016 w Pjongjangu) – północnokoreański polityk i dyplomata, wicepremier Korei Północnej od 23 września 2010 roku do 26 maja 2016 roku. Łączyły go więzi rodzinne z najważniejszym przywódcą KRLD. Dzięki powiązaniom rodzinnym jego matki z Kang Pan Sŏk, matką Kim Ir Sena, był kuzynem Kim Dzong Ila. Starszy brat, Kang Sŏk Sung, był posłem Najwyższego Zgromadzenia Ludowego oraz dyrektorem Instytutu Historii Partii Pracy Korei.
Po ukończeniu anglistyki i studiów romanistycznych odpowiednio na Uniwersytecie Języków Obcych i Uniwersytecie Stosunków Międzynarodowych w Pjongjangu, w 1972 roku rozpoczął pracę w Wydziale Zagranicznym Komitecie Centralnym Partii Pracy Korei. Najpierw był wiceszefem biura spraw zagranicznych, w 1980 roku został jego szefem.
W marcu 1984 roku został wiceministrem spraw zagranicznych KRLD, po trzyletnim pobycie we Francji, jako reprezentant Korei Północnej w misji UNESCO. Trzy lata później (kwiecień 1987) został pierwszym zastępcą szefa MSZ KRLD i funkcję tę sprawował aż do 2010 roku.
Od 1990 roku brał udział w negocjacjach dotyczących kwestii jądrowych, prowadzonych między KRLD a Stanami Zjednoczonymi. W tym czasie stał się ekspertem w dziedzinie stosunków ze Stanami Zjednoczonymi i w kwestii programu nuklearnego Korei Północnej.
W grudniu 1991 roku został wybrany pełnoprawnym członkiem KC Partii Pracy Korei, po trwającym trzy i pół roku okresie kandydackim.
Agencja informacyjna Reuters napisała o Kangu, że to właśnie on „skonstruował plan rozwoju programu atomowego Korei Północnej, co miało kluczowe znaczenie dla wzrostu napięcia w regionie”.
Według południowokoreańskiej, globalnej stacji radiowej KBS, Kang Sŏk Ju na początku lat 90. XX wieku miał trafić do obozu reedukacyjnego na „trening rewolucyjnej dyscypliny”, w ramach kary za podjęcie ważnych decyzji dotyczących negocjacji ze Stanami Zjednoczonymi bez skonsultowania z najważniejszymi przywódcami Partii Pracy Korei.
W 2007 roku został doradcą Komisji Obrony Narodowej KRLD, najważniejszego organu w systemie politycznym Korei Północnej, na czele którego stał Kim Dzong Il.
We wrześniu 2010 roku został mianowany wicepremierem Korei Północnej w rządzie Ch’oe Yŏng Rima. Był odpowiedzialny za sprawy zagraniczne. Na stanowisku pierwszego zastępcy szefa MSZ zastąpił go Kim Kye Gwan.
BBC określiło Kang Sŏk Ju jako „zaufanego Kim Dzong Ila”. Wiadomo, że towarzyszył przywódcy KRLD podczas jego dwóch wizyt w Chinach w maju i sierpniu 2010 roku.